# Корост (Дрогобич)
Ко́рост — історична місцевість, колишнє мале село, житловий масив приватної особнякової забудови міста Дрогобич.

## Походження назви
Назву виводять від слова «хворост» або «корост», що означає хмиз або молодий чагарник на місці вирубаного лісу.
За іншою версією мікротопонім Хорость того ж кореня, що й хорроство — «пригожість». Фонетичні зміни у назві викликані архаїзацією і втратою слова, від якого мікротопонім був утворений, і аналогією з відомим короста — «вид хвороби».

## Історія та забудова
На даному місці були ґрунти Хорость села Добрельчичі, що уже у 1581 році згадувалось, як колишнє.
Про час заснування поселення невідомо.
З червня 1782 до січня 1786 в Галичину переселилися 14 735 колоністів. Вони оселялись або в селах з місцевим населенням, або засновували нові. У Східній Галичині, де була потреба удосконалювати сільське господарство, іммігранти з німецьких країн були бажаними поселенцями. Ймовірно, так виник і Корост, адже там проживало чимало галицьких німців.
Пізніше приєднали до міста Дрогобич, а поля були передані Раневицькій сільській раді.
У період Радянського Союзу почалось будівництво хат на прилеглих землях. Так виник провулок Садовий та вулиця Садова (зараз належить до села Раневичі). За часів незалежної України наділи під будівництво почали видавати і на території Раневицької сільської ради, розширивши межі житлової забудови. Так виникли раневицькі вулиці Будівельна, Богдана Хмельницького, Ігора Білозіра, Заводська та Михайла Грушевського.

## Географія
Мікрорайон розташований у південно-східній частині міста, за мостом через річку Тисьменицю. Заїзд із вулиці Спортивної.
На півдні прилягає до лісу Бриґідки. На сході обмежений колією Дрогобич-Трускавець, за якою знаходяться міські споруди аерації. На захід розташоване садове товариство «Світанок».
Основні вулиці масиву:
- Зарічна;
- Заводська;
- Садова.

Інші вулиці масиву:
- Будівельна;
- Богдана Хмельницького;
- Ігора Білозіра;
- Михайла Грушевського;
- провулки: Садовий, Стебницький.

## Цікаво знати
По західній стороні вулиці Зарічної був сад.
З 1550 року через Корост було прокладено міський водогін від Тисьмениці до центру міста протяжністю близько 3 км.

## Інтерне-джерела
- https://dro-e.blogspot.com/2012/08/blog-post_9075.html%5Bнеавторитетне+джерело%5D

| Герб Дрогобича | Це незавершена стаття про Дрогобич. Ви можете допомогти проєкту, виправивши або дописавши її. |